# Чан Ван Зяу
Чан Ван Зяу (вьет. Trần Văn Giàu) — вьетнамский политический деятель и историк.

## Биография
Чан Ван Зяу родился 6 сентября 1911 года в нынешней провинции Лонган в Кохинхине, как тогда называлась самая южная часть Вьетнама. Происходил из состоятельной семьи: о благополучии семьи Чан говорит хотя бы тот факт, что в детстве известный коммунист посещал престижный лицей «Шасселю-Лоба» в колониальной столице — Сайгоне. Сам Зяу в одной из своих биографий называет это учебное заведение «школой для детей богачей».
После двухлетней учёбы в лицее и получения диплома бакалавра Зяу, которому тогда было 17 лет, решил уехать во Францию, формально для продолжения образования. Он стремился получить хорошую подготовку в области права и филологии, чтобы, вернувшись на родину, основать юридическую фирму и издавать газету, таким образом защищая права соотечественников. Подобные устремления были широко распространены среди молодых вьетнамцев в начале XX века.
В 1928 году Чан Ван Зяу прибыл во Францию и поступил в университет в Тулузе — городе, где довольно сильным было влияние Французской коммунистической партии (ФКП). Молодой вьетнамец очень быстро сблизился с коммунистами, в мае 1929 году вступил в ФКП и стал выполнять отдельные партийные поручения, в частности переводил с французского языка на вьетнамский статьи для пропагандистского листка компартии «Ко до» («Красное знамя»), который распространялся среди солдат-вьетнамцев, находившихся на территории Франции после Первой мировой войны. Увлечение политической борьбой внесло коррективы в жизненные планы Чан Ван Зяу. В июне 1930 года он был выслан обратно на родину за участие в парижской демонстрации, во время которой большая группа вьетнамцев потребовала от президента Франции помиловать участников Йенбайского восстания — ещё одного вооружённого выступления во Вьетнаме против колонизаторов.